# Nina Kennedy
Nina Kennedy (ur. 5 kwietnia 1997 w Busselton) – australijska lekkoatletka, tyczkarka, mistrzyni olimpijska z Paryża. W 2023 zdobyła tytuł mistrzyni świata.

## Kariera sportowa
Jej pierwszą międzynarodową imprezą mistrzowską były rozegrane w 2013 roku w Doniecku mistrzostwa świata juniorów młodszych, podczas których zajęła 5. miejsce. Czwarta zawodniczka juniorskiego czempionatu w Eugene (2014). W 2015 startowała na mistrzostwach świata w Pekinie, podczas których nie zaliczyła żadnej wysokości w eliminacjach i nie została sklasyfikowana.
W 2022 zdobyła brązowy medal podczas mistrzostw świata w Eugene oraz złoty medal podczas igrzysk Wspólnoty Narodów w Birmingham.
Podczas mistrzostw świata w Budapeszcie (2023) zdobyła ex aequo z Amerykanką Katie Moon złoty medal. Rok później została mistrzynią olimpijską.
Medalistka mistrzostw kraju w różnych kategoriach wiekowych, w tym m.in. złoto (2018, 2021, 2022), srebro (2012, 2016) i brąz (2013) w rywalizacji seniorek.
Rekordy życiowe: stadion – 4,90 (23 sierpnia 2023, Budapeszt) rekord Australii, 9. wynik w historii światowej lekkoatletyki; hala – 4,91 (30 sierpnia 2023, Zurych) rekord Australii i Oceanii, 6. wynik w historii światowej lekkoatletyki.

## Osiągnięcia
| Rok  | Impreza                               | Miejsce    | Lokata            | Wynik |
| ---- | ------------------------------------- | ---------- | ----------------- | ----- |
| 2013 | Mistrzostwa świata juniorów młodszych | Donieck    | 5. miejsce        | 4,05  |
| 2014 | Mistrzostwa świata juniorów           | Eugene     | 4. miejsce        | 4,40  |
| 2015 | Mistrzostwa świata                    | Pekin      | el. –             | NM    |
| 2016 | Mistrzostwa świata juniorów           | Bydgoszcz  | el. –             | NM    |
| 2018 | Halowe mistrzostwa świata             | Birmingham | 8. miejsce        | 4,60  |
| 2018 | Igrzyska Wspólnoty Narodów            | Gold Coast | 3. miejsce        | 4,60  |
| 2021 | Igrzyska olimpijskie                  | Tokio      | el. – 22. miejsce | 4,40  |
| 2022 | Mistrzostwa świata                    | Eugene     | 3. miejsce        | 4,80  |
| 2022 | Igrzyska Wspólnoty Narodów            | Birmingham | 1. miejsce        | 4,60  |
| 2023 | Mistrzostwa świata                    | Budapeszt  | 1. miejsce        | 4,90  |
| 2024 | Igrzyska olimpijskie                  | Paryż      | 1. miejsce        | 4,90  |